# Люксембург (округ)
Люксембург (люкс. Lëtzebuerg, фр. Luxembourg, нем. Luxemburg) — один из трёх округов Люксембурга.

## География
Расположен в юго-западной части страны, на севере граничит с округом Дикирх, на востоке с округом Гревенмахер, на юге с Францией, на западе с Бельгией.
Состоит из кантонов: Капеллен, Эш-сюр-Альзетт, Люксембург, Мерш.
| Карта | №              | Название кантона | Площадь (км²) | Население (2014) |
| ----- | -------------- | ---------------- | ------------- | ---------------- |
|       | 1              | Капеллен         | 199,21        | 43 607           |
| 2     | Эш-сюр-Альзетт | 242,77           | 160 960       |                  |
| 3     | Люксембург     | 238,46           | 167 199       |                  |
| 4     | Мерш           | 223,90           | 29 275        |                  |